# Fernando Soto Aparicio
Pour les articles homonymes, voir Soto et Aparicio.
Fernando Soto Aparicio, né le 1er octobre 1933 à Socha (Colombie) et mort le 2 mai 2016 à Bogota (département de Cundinamarca, en Colombie), est un poète, conteur, dramaturge, romancier, librettiste et scénariste colombien.

## Biographie
En août 1950, Fernando Soto Aparicio publie son premier roman, Voces en silencio. En 1960, il remporte un prix international à Popayán pour son roman Los aventureros et, en 1961, le prix Sélections en langue espagnole pour La rebelión de las ratas. En 1970, il reçoit le prix prix Casa de las Américas et, un an plus tard, le Prix de la ville de Murcie.
Il meurt le 2 mai 2016 d'un cancer de l'estomac.

## Œuvre

### Romans
- La rebelión de las ratas, 1962
- Mientras llueve, 1966
- Solamente la vida
- El espejo sombrío
- La sed del agua
- Proceso a un ángel
- Viaje al pasado, 1970
- Después empezará la madrugada
- Viva el ejército
- Viaje a la claridad
- La siembra de Camilo
- Mundo roto
- Cartilla para mejorar el Mundo
- Solo el silencio grita
- Y el hombre creó a Dios
- La agonía de una flor
- La noche del girasol
- La cuerda loca
- Todos los ríos son el mismo mar
- Puerto silencio
- Camino que anda
- Los funerales de América
- Los hijos del viento
- Hermano hombre
- Alfajuego
- Las ratas Reveladas
- Guacas y guacamayas
- Héroe antes de los doce años, 2004
- Pedro Pascasio
- La última guerra de los sexos

## Filmographie

### À la télévision (scénariste)
- 1969 : Cartas a Beatriz (série TV)
- 1985 : Camino cerrado (série TV)
- 1987 : Vanessa  (série TV)